# Chitral-Gol-Nationalpark
Der Chitral-Gol-Nationalpark liegt im Chitral-Tal in der pakistanischen Provinz Khyber Pakhtunkhwa und wurde im Jahr 1984 gegründet. Die Gesamtfläche umfasst ca. 77,5 km², womit er einer der kleineren Nationalparks des Landes ist. 
Der Nationalpark ist bekannt für seine Population von Astor-Schraubenziegen (Capra falconeri falconeri). Diese Unterart besitzt ein weniger eng gedrehtes Gehörn als andere Formen dieser Tierart. Ihr Bestand im Nationalpark betrug im Jahr 1970 nur noch etwas über 100 Tiere, wuchs aber mittlerweile auf 650 an. Daneben gibt es auch ein kleines Vorkommen des Ladakh-Urial. Von diesen Wildschafen wurden im Jahr 1992 nur 28 Tiere im Park gezählt. Schneeleoparden leben offenbar nicht dauerhaft im Park, kommen aber als unregelmäßige Besucher vor. Wölfe meiden das Schutzgebiet, da aufgrund der Weidebeschränkungen wenige Haustiere als potentielle Beute im Park anzutreffen sind.